# Mitin de Moscú de 2022

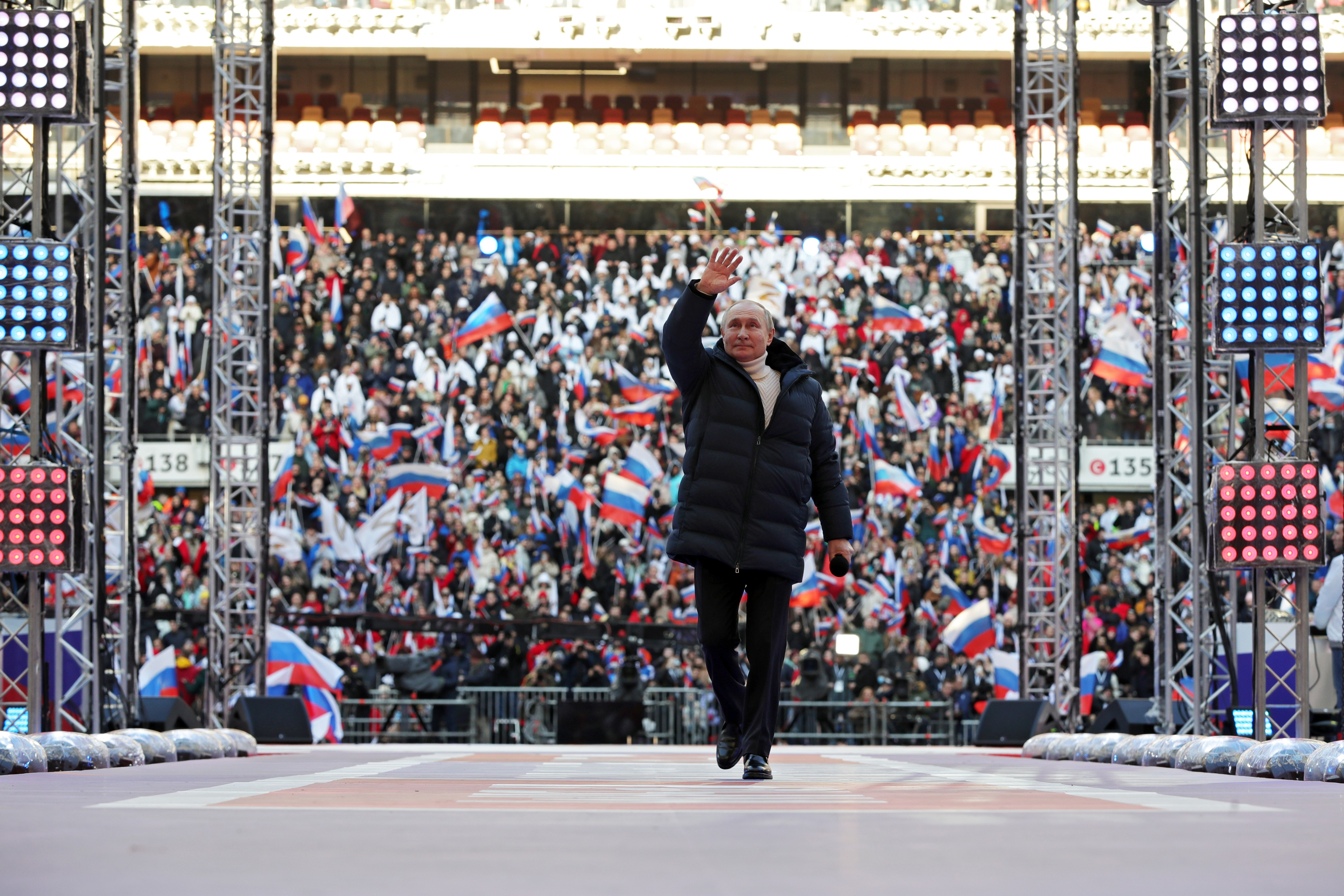
Vladímir Putin en el mitin.

El mitin de Moscú de 2022, oficialmente conocida en Rusia como «Por un mundo sin nazismo» (en ruso: «Zа мир без нацизма»), fue un mitin político y concierto en el Estadio Luzhniki de Moscú el 18 de marzo de 2022, en el que se cumplió el octavo aniversario de la anexión de Crimea por parte de la Federación Rusa. El presidente Vladímir Putin habló en el evento, justificando la invasión rusa de Ucrania y elogiando a las tropas rusas, ante una multitud de 200 000 personas, según la policía de la ciudad de Moscú. Medios como la BBC y The Moscow Times informaron que empleados estatales fueron transportados al lugar y que a otros asistentes se les pagó o se obligó a asistir.

## Evento
La arena y el escenario presentaban lemas que decían «Por un mundo sin nazismo», «Por el presidente», y «Por Rusia» pero con el símbolo de la Z latina en lugar el habitual cirílico З. Algunos carteles también presentaban las Z en forma de cinta de San Jorge con el hashtag #СвоихНеБросаем, que significa «no abandonamos a los nuestros».

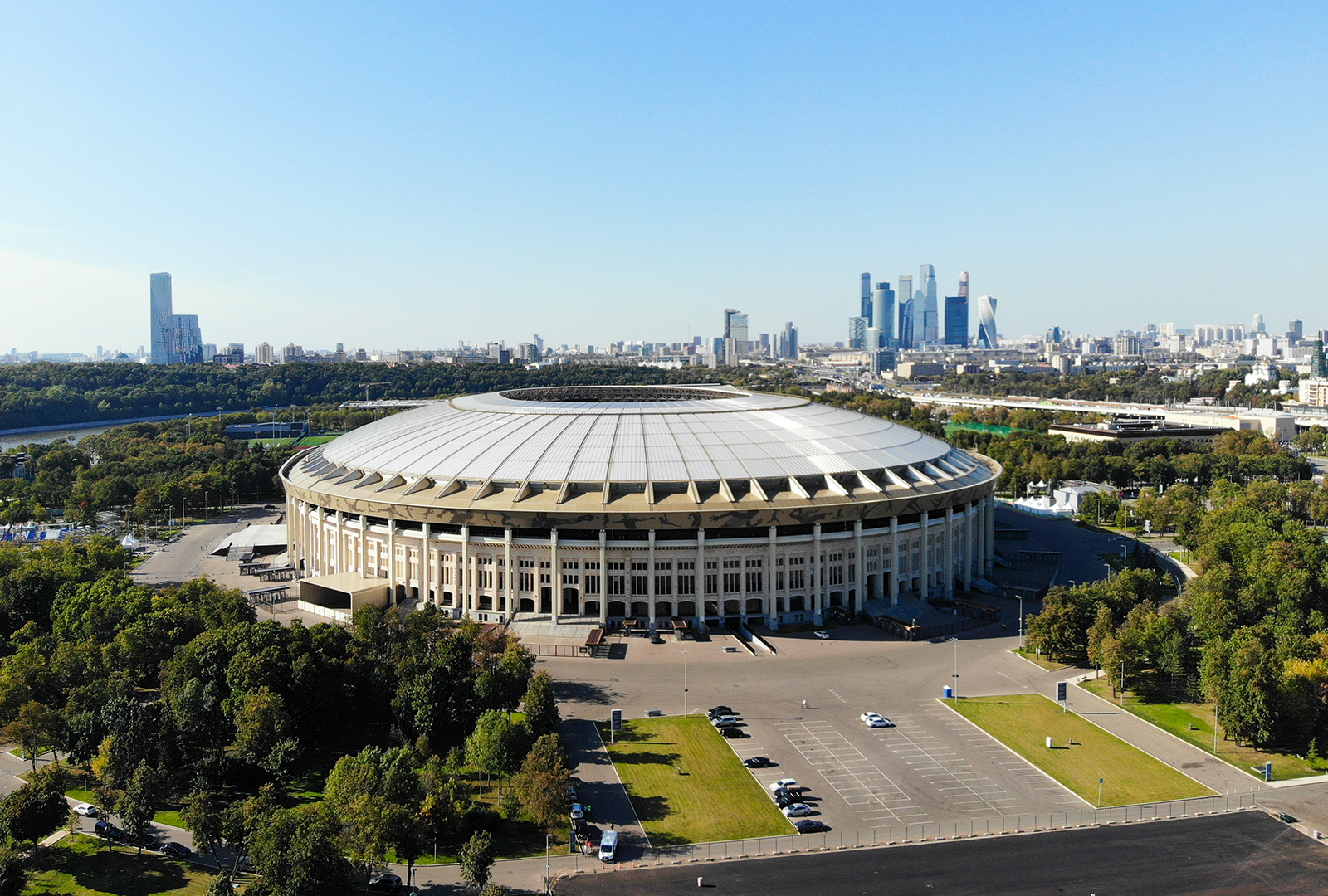
El Estadio Luzhniki acogió el evento

El contenido de la manifestación, descrito por la Agence France-Presse como «fuertemente antioccidental y lleno de nostalgia soviética», enfatizó el patriotismo, el heroísmo y el apoyo a los militares. Polina Gagárina, que representó a Rusia en el Festival de la Canción de Eurovisión 2015, interpretó su versión de «Kukushka» de la película de 2015 La batalla por Sebastopol. La banda rusa Liubé tocó canciones patrióticas sobre tiempos de guerra, Oleg Gazmánov interpretó la canción «Nacido en la URSS», y el poema de mayo de 1867 de Fiódor Tiútchev «Напрасный труд — нет, их не вразумишь... » fue leído por el actor ruso Vladímir Mashkov. Otros oradores en el evento incluyeron a la editora en jefe de RT, Margarita Simonián, quien dijo: «Esto es para nuestros muchachos que están luchando contra la escoria en este momento»; El alcalde de Moscú, Serguéi Sobianin, agradeció a «los muchachos que, con armas en la mano, defienden a los ciudadanos rusos en el Donbás ... Medio mundo se ha unido contra nosotros, pero Rusia es un país fuerte»; y la portavoz del Ministerio de Asuntos Exteriores, María Zajárova, que llamó a Rusia «un país y una nación que salvaguarda la paz y lucha contra el mal». Muchos de los oradores llevaban cintas de San Jorge en forma de Z, que también aparecían en carteles entre la multitud.
Numerosos atletas olímpicos rusos estuvieron presentes durante el mitin, incluidos varios que habían regresado recientemente de los Juegos Olímpicos de Pekín 2022. El himno nacional ruso se escuchó mientras estaban en el escenario, en referencia a que el himno fue prohibido en los tres Juegos Olímpicos anteriores debido al dopaje patrocinado por el estado. Entre los atletas que asistieron se encontraban el esquiador de fondo Alexandr Bolshunov; los patinadores artísticos Nikita Katsalápov, Vladímir Morózov, Viktóriya Sinítsina y Yevguéniya Tarásova; las gimnastas rítmicas Dina Averina y Arina Averina; los luchadores Abdulrashid Saduláyev, Zaur Ugúyev y Zaurbek Sidakov; y el nadador Yevgueni Rylov. El gimnasta ruso Iván Kuliak, que estaba siendo sometido a un procedimiento disciplinario por la Federación Internacional de Gimnasia por llevar una pegatina «Z» en el Mundial de Doha 2022, lució una medalla olímpica en el mitin, aunque no había competido en ninguna Olimpiada.
La manifestación marcó la primera aparición pública del presidente ruso Vladímir Putin desde el inicio de la invasión de Ucrania. En su discurso, que abrió citando la Constitución de Rusia, Putin felicitó al «pueblo de Crimea y de Sebastopol» y les deseó un «feliz aniversario» de la anexión de Crimea. Continuó discutiendo las finanzas y la infraestructura de esas áreas, afirmando que en lugar del «financiamiento sobrante» proporcionado por Ucrania, Rusia «necesitaba sacar a Crimea de esa posición humillante». Putin alegó además un «genocidio» por parte de Ucrania contra el pueblo de Dombás, antes de citar el pasaje de la Biblia «no hay mayor amor» de Juan 15. Finalmente, Putin señaló que el cumpleaños de Fiódor Ushakov era el 24 de febrero, la misma fecha en que se lanzó la invasión de Ucrania en 2022. Parte de su discurso televisado sobre Rossiya 24 fue interrumpido por un problema técnico.

## Reacción
El presidente ucraniano Volodímir Zelenski, en un mensaje en vídeo publicado el 19 de marzo, mencionó el mitin:

Muchas palabras se escucharon hoy en Moscú con motivo del aniversario de la toma de Crimea. Se produjo un gran mitin. Y quiero prestar atención a un detalle. Se informa que en el mitin en la capital rusa participaron unas 200 000 personas. 100 000 en las calles, unos 95 000 en el estadio. Aproximadamente la misma cantidad de tropas rusas participaron en la invasión de Ucrania. Imagínense 14 000 cadáveres y decenas de miles de heridos y mutilados en ese estadio de Moscú. Ya hay muchas pérdidas rusas como resultado de esta invasión. Éste es el precio de la guerra. En poco más de tres semanas. La guerra debe terminar.

Los comentarios de Putin hicieron referencias a pasajes de la Biblia y a la historia militar rusa, lo que se consideró que reflejaba un patrón más amplio del líder que utiliza la religión y la historia para ayudar a formar una identidad nacionalista rusa. El comentarista político conservador estadounidense Sean Hannity, partidario del expresidente estadounidense Donald Trump, dijo que Putin parecía utilizar la manifestación para «canalizar su Donald Trump interior», mientras que el progresista HuffPost describió la manifestación como «aterradora» y «siniestra». y dijo que Putin estaba «en pleno modo dictador». Putin también recibió críticas por usar lo que parecía ser un anorak Loro Piana de 13 000 dólares.
Los atletas fueron criticados en los medios fuera de Rusia por su participación en el mitin. The Times describió a los atletas como «desfilados... en el Estadio Luzhniki como acto de calentamiento del presidente ruso» en un «mitin de propaganda a favor de la guerra». Las fotografías publicadas en las redes sociales por algunos atletas hacían borrosos los símbolos «Z» que habían usado, lo que se interpretó como un reconocimiento de la falta de popularidad de la guerra entre los rusos más jóvenes. Si bien algunos analistas creían que los atletas que llevaban el símbolo podrían haber sido obligados a participar, la columnista deportiva de The Washington Post, Sally Jenkins, sostuvo que para los patinadores artísticos en particular, «no hay forma de liberar a los patinadores rusos individuales de [su participación], sin importar cuán inocentes algunos de ellos pueden ser o cuán sujetos a coerción o censura».
La aparición de Rylov dio lugar a una investigación de la FINA por «descrédito de los deportes acuáticos» y la pérdida de su contrato de patrocinio con Speedo, que decía que donaría el resto de su financiación al Alto Comisionado de las Naciones Unidas para los Refugiados. La investigación dio como resultado que Rylov recibiera una prohibición personal de nueve meses de todas las competiciones y actividades de la FINA a partir del 20 de abril de 2022, lo que hace que su prohibición sea 20 días más larga que la prohibición general de los nadadores rusos y bielorrusos hasta finales de 2022. El portavoz del Kremlin, Dmitri Peskov, el presidente del Comité Olímpico Ruso, Stanislav Pozdniakov, y el ministro de deportes ruso, Oleg Matytsin, denunciaron la prohibición, calificándola de discriminatoria, politizada y «contraria a las ideas del deporte».
Atletas ucranianos criticaron directamente a los atletas rusos por su participación. El gimnasta y medallista olímpico ucraniano Oleg Verniáyev criticó a Kuliak por asistir y por llevar una medalla olímpica que él mismo no se había ganado. El nadador ucraniano Andri Hovorov, que batió el récord mundial, describió como «desgarrador» ver a su amigo Rylov asistiendo al mitin y luciendo un símbolo «Z». Las bailarinas de hielo ucranianas Oleksandra Nazarova y Maksym Nikitin criticaron a los patinadores artísticos por su participación, diciendo que «No hace mucho los apoyamos en esta difícil temporada olímpica, ahora apoyan la guerra contra nosotros y nuestro país».
El gobierno letón prohibió la entrada al país a los artistas que participaron en el mitin.
El historiador Niall Ferguson describió la manifestación como «fascista».